# حسن قورصو
حسن قورصو، في الأصل بيترو باولو تافيرا، من مواليد عام 1518 في تافيرا، في كورسيكا، وتوفي في عام 1556 في الجزائر العاصمة، وأصبح جنرال في الجيش العثماني، أصبح آغا، ثم قائد ل الجزائر. تم وضع على يد قواته على رأس ولاية الجزائر العاصمة في عام 1556، بين حكمي صلاح رايس ومحمد تكيرلي.

## السيرة
في سن خمس سنوات  اختطفه قراصنة جزائريون  على شواطئ كورسيكا  تم نقله إلى اسطنبول.
وفقًا لمصادر تاريخية، من المحتمل أن يكون لازارو دي باستيا معينًا ، لكن مصادر أخرى تشير إلى أن لازارو هو في الواقع كورسياني آخر مارس في الجزائر في نفس الوقت الذي مارسه حسن قورصو.

### بداياته
تعلم اللغة العربية، وتحول إلى الإسلام وأخذ اسم حسن حيد، واسم حسن كورسو أو قورصو. تم دمجه في جيش الإنكشارية حيث تميز بقوته القتالية. بعد بضع سنوات، تم إرساله إلى الجزائر العاصمة.

### حياته في الجزائر
مهنته العسكرية مشتعلة. مآثره العسكرية جعلته يتخذ اسم آغا.
في عام 1549 ، تم تعيينه قائدا للجزائر العاصمة  في فترة حكم صلاح رايس . في 1550 سبتمبر قاد الجيش الذي كان يجب أن يهاجم تلمسان التي كانت بأيدي السعديين. لكنه فشل.
في عام 1556 ، هاجم محمد المهدي سلطان المغرب تلمسان ، لكن الأتراك صدوا الحملة. اتخذ حسن قورصو قرارًا على الفور بمهاجمة فاس بالمغرب ، لكن الكونت الكاوديتي الأسباني هاجم حسن على ظهره، واضطر الجيش التركي إلى التخلي عن البعثة، والعودة إلى مملكة الجزائر . حسن باشا ، الحاكم الجديد لمملكة الجزائر ، أمر حسن قورصو باغتيال المهدي. و كان اغتيال سلطان المغرب في 23 أكتوبر 1557 ، بينما كان في جولة في الأطلس، من قبل فرقة تركية. قام الأخير بقطع رأسه وإعادته إلى الجزائر قبل إرساله إلى القسطنطينية .
في يونيو 1556 نظم الحصار المفروض على مدينة وهران مع 000 30 عربي و 14٬000 موريون و 3٬000 إنكشاريةs  ، وتشير مصادر أخرى إلى 30٬000 القبايل (مجموعة إثنية) والمور والعرب بما في ذلك 3٬000 cavaliers و 12٬000 أتراك  (ربما يتم المبالغة في هذين المصدرين) لطرد الإسبان الذين يحتلون هذه المدينة منذ عام 1509. لديه ما يكفي من الوقت لإقامة قواته على أبواب المدينة، عندما علم بموت صلاح رايس بالطاعون.

### الحكم والتمرد
انتخب حسن قورصو بعد ذلك من قبل الإنكشاريين  لخلافة صلاح رايس . لكن السلطان سليمان القانوني عين التركي محمد محمد تكيرلي. وكان هذا الجديد غير مرغوب من العديد من السكان التي كانت مع حكومة حسن قورصو وسلوكه  ثار حسن كورسو ضد السلطان، ومنعت هبوط بكلربكي الجزائر الجديد إلى ميناء الجزائر . لكن البحرية، التي كانت تتعاون بنشاط في هذا التمرد في البداية، انفصلت في النهاية بالسماح لمحمد بتولي منصبه. تبع هذا التمرد حملة واسعة من الانتقام . اعتقل حسن قورصو، قبل أن يموت في أغسطس 1556  ،. وكان لا يزال على مرأى من الجميع لمدة نصف يوم، وفقا ل دييغو دي هايدو ، وقال انه تلفظ صرخات رهيبة من المعاناة. و تعهد المتمردون الآخرون من الكورسيكيين بالجيش العثماني بالانتقام له.
انتقم لحسن قورصو بعد فترة وجيزة، من قبل متمرد كالابريا ، يوسف، وهو العبد المفرج عنه من طرف حسن، الذي قتل محمد تكيرلي.